# Rick Fay
Rick Fay (Chicago, 25 december 1926 - 1999) was een Amerikaanse jazzklarinettist, saxofonist (sopraansaxofoon, tenorsaxofoon), zanger en componist in de dixieland-jazz.
Fay, afkomstig uit Pasadena, werkte 24 jaar lang voor de Disney-muziekstudio's, tevens trad hij vaak op in Disney World. Hij speelde (als freelancer) met o.a. Wild Bill Davison, Pete Dailey en Firehouse Five Plus Two. In 1989 kwam zijn eerste album onder eigen naam uit, op Arbors Records. Tot zijn overlijden in 1999 volgden nog een dozijn andere platen. Als 'sideman' speelde hij mee op Arbors-albums van Jackie Coon, Dan Barrett en Johnny Varro.

## Discografie
- Live at Lone Pine (Arbors, 1989)
- Hello Horn (Arbors, 1990)
- Memories of You (Arbors, 1991)
- Glendena Forever (Arbors, 1991)
- Sax-o-Poem Poetry and Jazz (Arbors, 1992)
- Rick Fay's Endangered Species (Arbors, 1993)
- Poetry and Jazz (Arbors, 1993)
- Live at the State (Arbors, 1996)
- Oh Baby (Arbors, 1996)
- Rolling On (Arbors, 1996)
- This Is Where I Came In (Arbors, 1996)
- Words Among the Reeds (Arbors, 1998)
- Rick Fay With Strings (Arbors, 1999)

- International Standard Name Identifier: 0000 0000 4114 0975
- Library of Congress Control Number: no98016696
- MusicBrainz: 353b9b3e-7bbf-44fb-ac4f-ec20b0a4ba89
- Virtual International Authority File: 43910718
- WorldCat: E39PBJfGRVWfKTMcbWbGkgPmh3